# روبن ریو
روبن ریو (انگلیسی: Rubén Royo؛ زادهٔ ۲۰ سپتامبر ۱۹۸۷) بازیکن فوتبال اهل اسپانیا است.
از باشگاه‌هایی که در آن بازی کرده‌است می‌توان به باشگاه فوتبال دپورتیوو آلاوس و باشگاه فوتبال میراندس اشاره کرد.